# حساب سپرده
حساب سپرده (انگلیسی: Deposit account) نوعی حساب جاری، پس‌انداز یا هر نوع دیگر از حساب بانکی است، که با گشایش آن، مشتری مبلغی پول را نزد بانک سپرده می‌گذارد و بابت آن بهره دریافت می‌کند. در برخی از کشورها حساب سپرده فقط با یادداشت ۷ یا ۱۴ روزه قابل بازپرداخت به مشتری است؛ یعنی مشتری در صورت نیاز به پول خود باید ۷ یا ۱۴ روز قبل کتباً به بانک اطلاع دهد. در ایران حساب‌های سپرده بدون ارائهٔ یادداشت قابل بازپرداخت به مشتری است؛ ولی چنانچه این عمل قبل از سررسید مدت سپرده درخواست شود، نرخ بهره یا سود آن کمتر خواهد بود.